# Amanda Kurtović
Amanda Kurtović, född 25 juli 1991 i Karlskrona i Sverige, är en norsk handbollsspelare (högernia). Hon var med och tog OS-guld 2012 i London och OS-brons 2016 i Rio de Janeiro.

## Klubbkarriär
2007–2010 spelade hon i	Nordstrand IF seniorlag i norska ligan.2010–2011 skulle Kurtović ha spelat för Byåsen men kontraktet bröts. Kurtović spelade sedan för Larvik HK 2010–2012 och vann den norska ligan och handbollscupen för damer 2011, samt vann också EHF Champions League 2012 och hon vann också den norska ligan 2012. Från 2012 till 2014 spelade hon för den danska klubben Viborg HK och vann Cupvinnarcupen för damer med Viborg 2014. Hon spelade för klubben Oppsal Håndball från 2014 till 2015, och sedan åter för Larvik HK från 2015 till 2017, då Larvik vann den norska cupen 2015, både cupen och ligan 2016 och ligan 2017. Efter 2017 spelade hon under två år i Rumänien för CSM Bukarest och det var då hon blev korsbandsskadad. 2019 till 2021 hade hon kontrakt med Győri ETO KC men var under 2021 utlånad till turkiska klubben Kastamonu Belediyesi GSK. 2021 till 2022 spelade hon för rumänska HC Dunărea Brăila. 2022 återvände hon till Larvik HK på ett treårskontrakt.

### Landslagskarriär
Kurtović spelade för det norska landslaget och blev världsmästare 2011, olympisk mästare 2012, världsmästare 2015 och europamästare 2016. 2016 vann hon också OS-brons med det norska laget. Vid världsmästerskapet i handboll för damer 2017 i Tyskland vann hon en silvermedalj med det norska laget.
Strax före EM, i november 2018, skadade Kurtović främre korsbandet i ett knä. Därefter har hon bara spelat tre landskamper, 2020, för landslaget, och hon har sedan dess inte återvänt till det norska damlandslaget.